# Angelo Marescotti
Angelo Marescotti (Lugo, 19 febbraio 1815 – Bologna, 5 ottobre 1892) è stato un economista e politico italiano.
Fu senatore del Regno d'Italia nella XV legislatura.

## Biografia
Combatté nella prima guerra di indipendenza (1848) come volontario. Partecipò alla difesa della Repubblica di Roma. Per sfuggire alla repressione andò a Parigi ma, essendo medico, torno' a Bologna per curare i malati durante un'epidemia di colera. Tornò a Parigi, rifiutando la grazia del Papa e divenne economista presso la Sorbona
Nel 1859, dopo la caduta del potere pontificio, fu segretario dell'Assemblea Nazionale delle Romagne. Economista, insegnò economia politica all'Università di Bologna a partire dallo stesso anno.
Nel 1862 fu eletto deputato nel collegio della città natale.
Nel 1866 risultava tra i membri della loggia Felsinea di Bologna.
È sepolto nel Chiostro VII della Certosa di Bologna.

## Opere
- Sugli economisti italiani del nostro secolo. Discorso di Angelo Marescotti, Firenze, Libreria Editrice Felice Paggi, 1853.
- Sulla economia sociale. Discorsi, 4 voll., Firenze, Barbera, Bianchi e comp., 1856-1857.
- L'economia politica studiata col metodo positivo. Conferenze, Bologna, N. Zanichelli, 1878.
- I fenomeni economici e le loro cause costanti. Nuovo trattato di economia politica, Bologna, N. Zanichelli, 1880.
- La legislazione sociale e le questioni economiche. Studio di Angelo Marescotti, Milano, L. Vallardi, 1886.